# Lutas nos Jogos Olímpicos de Verão de 2004
As lutas nos Jogos Olímpicos de Verão de 2004 teve suas disputas realizadas no Pavilhão de Ano Liossia em Atenas. A luta é dividida em duas disciplinas: luta greco-romana e luta livre divididos em diversas categorias de peso. Pela primeira vez realizou-se um evento de luta feminina nos Jogos Olímpicos.

## Eventos da luta
Masculino:

Luta livre: 55 kg | 60 kg | 66 kg | 74 kg | 84 kg | 96 kg | 120 kg 

Luta greco-romana: 55 kg | 60 kg | 66 kg | 74 kg | 84 kg | 96 kg | 120 kg 

Feminino:

Luta livre: 48 kg | 55 kg | 63 kg | 72 kg

## Masculino

### Luta livre

#### Luta livre - 55 kg
| Pos. | País           | Atletas        |
| ---- | -------------- | -------------- |
|      | Rússia         | Mavlet Batirov |
|      | Estados Unidos | Stephen Abas   |
|      | Japão          | Chikara Tanabe |

#### Luta livre - 60 kg
| Pos. | País  | Atletas                |
| ---- | ----- | ---------------------- |
|      | Cuba  | Yandro Miguel Quintana |
|      | Irão  | Masoud Jokar           |
|      | Japão | Kenji Inoue            |

#### Luta livre - 66 kg
| Pos. | País           | Atletas             |
| ---- | -------------- | ------------------- |
|      | Ucrânia        | Elbrus Tedeyev      |
|      | Estados Unidos | Jamill Kelly        |
|      | Rússia         | Makhach Murtazaliev |

#### Luta livre - 74 kg
| Pos. | País        | Atletas          |
| ---- | ----------- | ---------------- |
|      | Rússia      | Buvaysa Saytiev  |
|      | Cazaquistão | Gennadiy Laliyev |
|      | Cuba        | Ivan Fundora     |

#### Luta livre - 84 kg
| Pos. | País           | Atletas         |
| ---- | -------------- | --------------- |
|      | Estados Unidos | Cael Sanderson  |
|      | Coreia do Sul  | Moon Eui-Jae    |
|      | Rússia         | Sazhid Sazhidov |

#### Luta livre - 96 kg
| Pos. | País        | Atletas               |
| ---- | ----------- | --------------------- |
|      | Rússia      | Khadjimourat Gatsalov |
|      | Uzbequistão | Magomed Ibragimov     |
|      | Irão        | Alireza Heidari       |

#### Luta livre - 120 kg
| Pos. | País        | Atletas        |
| ---- | ----------- | -------------- |
|      | Uzbequistão | Artur Taymazov |
|      | Irão        | Alireza Rezaei |
|      | Turquia     | Aydin Polatci  |

### Luta greco-romana

#### Luta greco-romana - 55 kg
| Pos. | País    | Atletas            |
| ---- | ------- | ------------------ |
|      | Hungria | Istvan Majoros     |
|      | Rússia  | Gueidar Mamedaliev |
|      | Grécia  | Artiom Kiouregkian |

#### Luta greco-romana - 60 kg
| Pos. | País          | Atletas        |
| ---- | ------------- | -------------- |
|      | Coreia do Sul | Ji-Hyun Jung   |
|      | Cuba          | Roberto Monzon |
|      | Bulgária      | Armen Nazarian |

#### Luta greco-romana - 66 kg
| Pos. | País        | Atletas           |
| ---- | ----------- | ----------------- |
|      | Azerbaijão  | Farid Mansurov    |
|      | Turquia     | Şeref Eroğlu      |
|      | Cazaquistão | Mkkhitar Manukyan |

#### Luta greco-romana - 74 kg
| Pos. | País        | Atletas                |
| ---- | ----------- | ---------------------- |
|      | Uzbequistão | Alexandr Dokturishvili |
|      | Finlândia   | Marko Yli-Hannuksela   |
|      | Rússia      | Ienjoy Balzinmiface    |

#### Luta greco-romana - 84 kg
| Pos. | País         | Atletas              |
| ---- | ------------ | -------------------- |
|      | Rússia       | Alexei Michine       |
|      | Suécia       | Ara Abrahamian       |
|      | Bielorrússia | Viachaslau Makaranka |

#### Luta greco-romana - 96 kg
| Pos. | País    | Atletas       |
| ---- | ------- | ------------- |
|      | Egito   | Karam Ibrahim |
|      | Geórgia | Ramaz Nozadze |
|      | Turquia | Mehmet Özal   |

#### Luta greco-romana - 120 kg
| Pos. | País           | Atletas            |
| ---- | -------------- | ------------------ |
|      | Rússia         | Khasan Baroev      |
|      | Cazaquistão    | Georgiy Tsurtsumia |
|      | Estados Unidos | Rulon Gardner      |

## Feminino

### Luta livre

#### Luta livre feminino - 48 kg
| Pos. | País           | Atletas          |
| ---- | -------------- | ---------------- |
|      | Ucrânia        | Irini Merleni    |
|      | Japão          | Chiharu Icho     |
|      | Estados Unidos | Patricia Miranda |

#### Luta livre feminino - 55 kg
| Pos. | País   | Atletas       |
| ---- | ------ | ------------- |
|      | Japão  | Saori Yoshida |
|      | Canadá | Tonya Verbeek |
|      | França | Anna Gomis    |

#### Luta livre feminino - 63 kg
| Pos. | País           | Atletas      |
| ---- | -------------- | ------------ |
|      | Japão          | Kaori Icho   |
|      | Estados Unidos | Sara McMann  |
|      | França         | Lise Legrand |

#### Luta livre feminino - 72 kg
| Pos. | País   | Atletas           |
| ---- | ------ | ----------------- |
|      | China  | Wang Xu           |
|      | Rússia | Gouzel Maniourova |
|      | Japão  | Kyoko Hamaguchi   |

## Quadro de medalhas da luta
| Pos. | País           | Ouro | Prata | Bronze | Total |
| 1    | Rússia         | 5    | 2     | 3      | 10    |
| 2    | Japão          | 2    | 1     | 3      | 6     |
| 3    | Uzbequistão    | 2    | 1     | 0      | 3     |
| 4    | Ucrânia        | 2    | 0     | 0      | 2     |
| 5    | Estados Unidos | 1    | 3     | 2      | 6     |
| 6    | Cuba           | 1    | 1     | 1      | 3     |
| 7    | Coreia do Sul  | 1    | 1     | 0      | 2     |
| 8    | Azerbaijão     | 1    | 0     | 0      | 1     |
| 8    | China          | 1    | 0     | 0      | 1     |
| 8    | Egito          | 1    | 0     | 0      | 1     |
| 8    | Hungria        | 1    | 0     | 0      | 1     |
| 12   | Cazaquistão    | 0    | 2     | 1      | 3     |
| 12   | Irão           | 0    | 2     | 1      | 3     |
| 14   | Turquia        | 0    | 1     | 2      | 3     |
| 15   | Canadá         | 0    | 1     | 0      | 1     |
| 15   | Finlândia      | 0    | 1     | 0      | 1     |
| 15   | Geórgia        | 0    | 1     | 0      | 1     |
| 15   | Suécia         | 0    | 1     | 0      | 1     |
| 19   | França         | 0    | 0     | 2      | 2     |
| 20   | Bielorrússia   | 0    | 0     | 1      | 1     |
| 20   | Bulgária       | 0    | 0     | 1      | 1     |
| 20   | Grécia         | 0    | 0     | 1      | 1     |